# Sjoerd Buisman

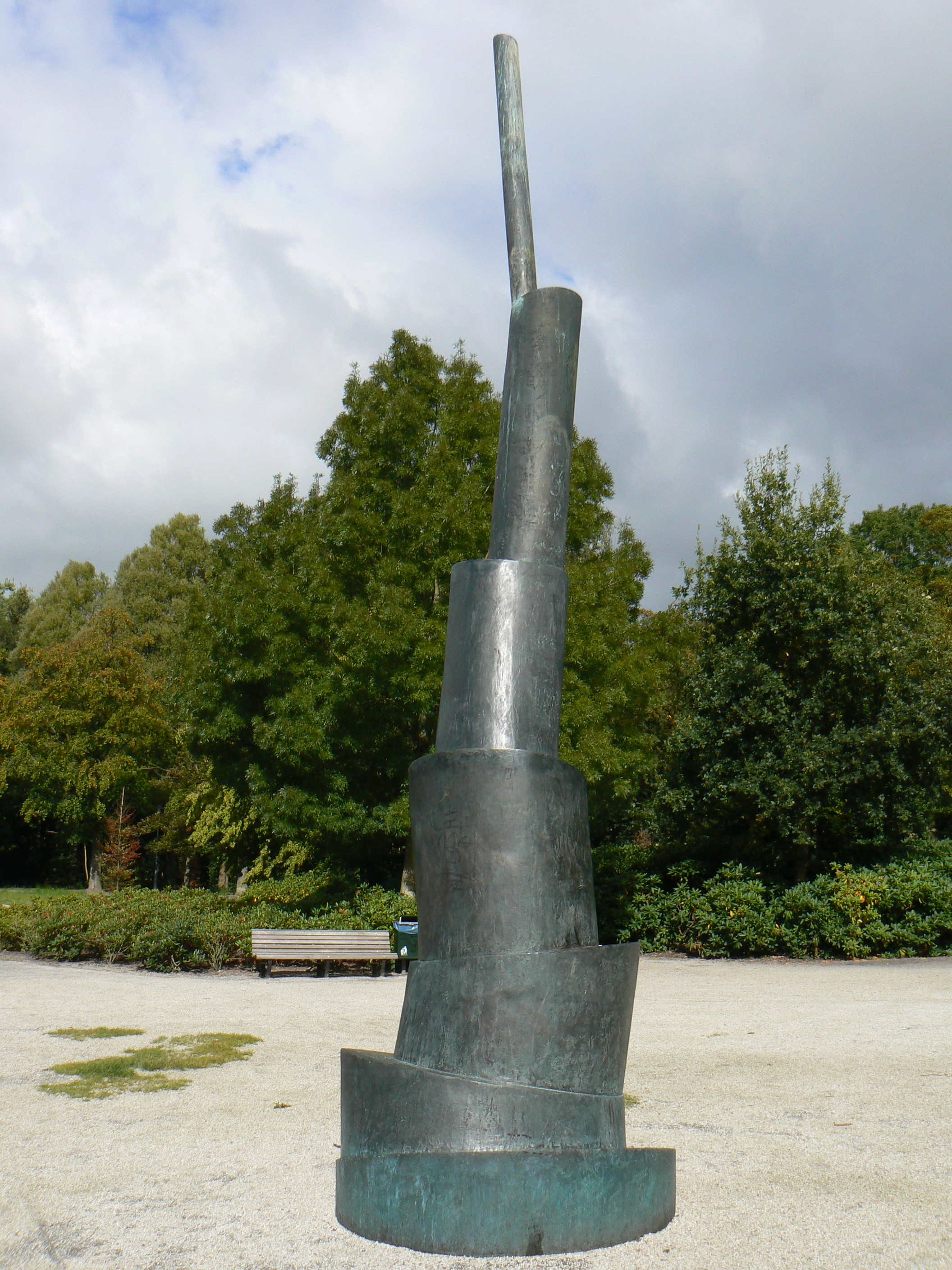
Phyllotaxis in Groningen

Sjoerd Buisman (* 23. März 1948 in Gorinchem, Niederlande) ist ein niederländischer Bildhauer und Konzeptkünstler. Sein Werk orientiert sich an Pflanzenformen.

## Leben und Werk
Buisman wurde an der Willem de Kooning Academie in Rotterdam von 1965 bis 1967 und im Ateliers '63 in Haarlem ausgebildet.
Von 1974 bis 1984 arbeitete Buisman als Dozent sowohl an der Akademie in Rotterdam (1974–1981) und an der Akademie voor Kunst en Vormgeving St. Joost (1978–1981) und in Arnhem (1982–1984).

### Natur als Inspirationsquelle
Das Werk von Buisman folgt Erscheinungen der Natur. Zu Beginn seiner Schaffensperiode orientierte er sich vor allem an Formen der Natur wie Kartoffel, Pflanze und Blume. Sein Studium botanischer Verformungen mit ihren Reizen fotografierte und zeichnete er um diese Prozesse niederzulegen, und er erstellte Werke der Land Art. Das lebendige Material wuchs buchstäblich zu seinen Kunstwerken zusammen.
In den 1970er Jahren erstellte er Plastische Geburten in der Natur, eine Serie multimedialer Werke mit Fotoserien und Texten zum Pflanzenwachstum.
In den 1980er Jahren schuf Buisman seine Phyllotaxis-Skulpturen. Phyllotaxis ist die Studie von Blattständen, wobei die Blätter an runden Stämmen betrachtet werden, wie sie sich anordnen. Buisman verwendete die spiralenförmigen Blattstände der Palme und von Bleichsellerie. Seine Skulpturen sind aus Holz, Bronze, Stahl und Beton. 1992 stellte er im Kunstverein Ingolstadt aus. 1999 schuf er Phyllotaxis Irrsee im Rahmen des Projekts Mondsee Land Art am Irrsee in Oberösterreich.
2003 erhielt Buisman den A. Roland Holst-Penning-Preis für sein Gesamtwerk.

## Werke (auswahl)
- 1985 Phyllotaxis, Reinaldapark in Haarlem
- 1987 Phyllotaxis, Skulpturenpark am Kröller-Müller-Museum in Otterlo
- 1988 Vijf bronzen naalden (Phyllotaxis) (Fünf Bronzenadeln) an der Universitair Medisch Centrum Utrecht in Utrecht
- 1989 Phyllotaxis I, Bachlaan/Componistenstraat in Gorinchem
- 1990 Ohne Titel, Randhoeve in Houten

Phyllotaxis II, Bachlaan/Componistenstraat in Gorinchem
Phyllotaxis, Van Heuven Goedhartlaan an der Sociale Verzekeringsbank in Amstelveen
- 1991 Phyllotaxis, Gouda im Skulpturenweg Gouda
- 1996 Phyllotaxis im Stadtspark in Groningen
- 1997 Phyllotaxis an der Ambtsmanstuin in Tiel
- 1999 Phyllotaxis, Irrsee
- 2000 Souvenirs van het Oude Land, Almere Haven[4]
- 2003 Phyllotaxis an der Spui in Den Haag als Teil der Skulpturengalerie P. Struycken
- 2007 Ouroborus Arborum, Amsterdam
- 2008 Wageningse boom, Wageningen
- ???? Phyllotaxis, Lekkerkerk
- ???? Titel unbekannt, am Overvecht-Station in Utrecht

## Fotogalerie

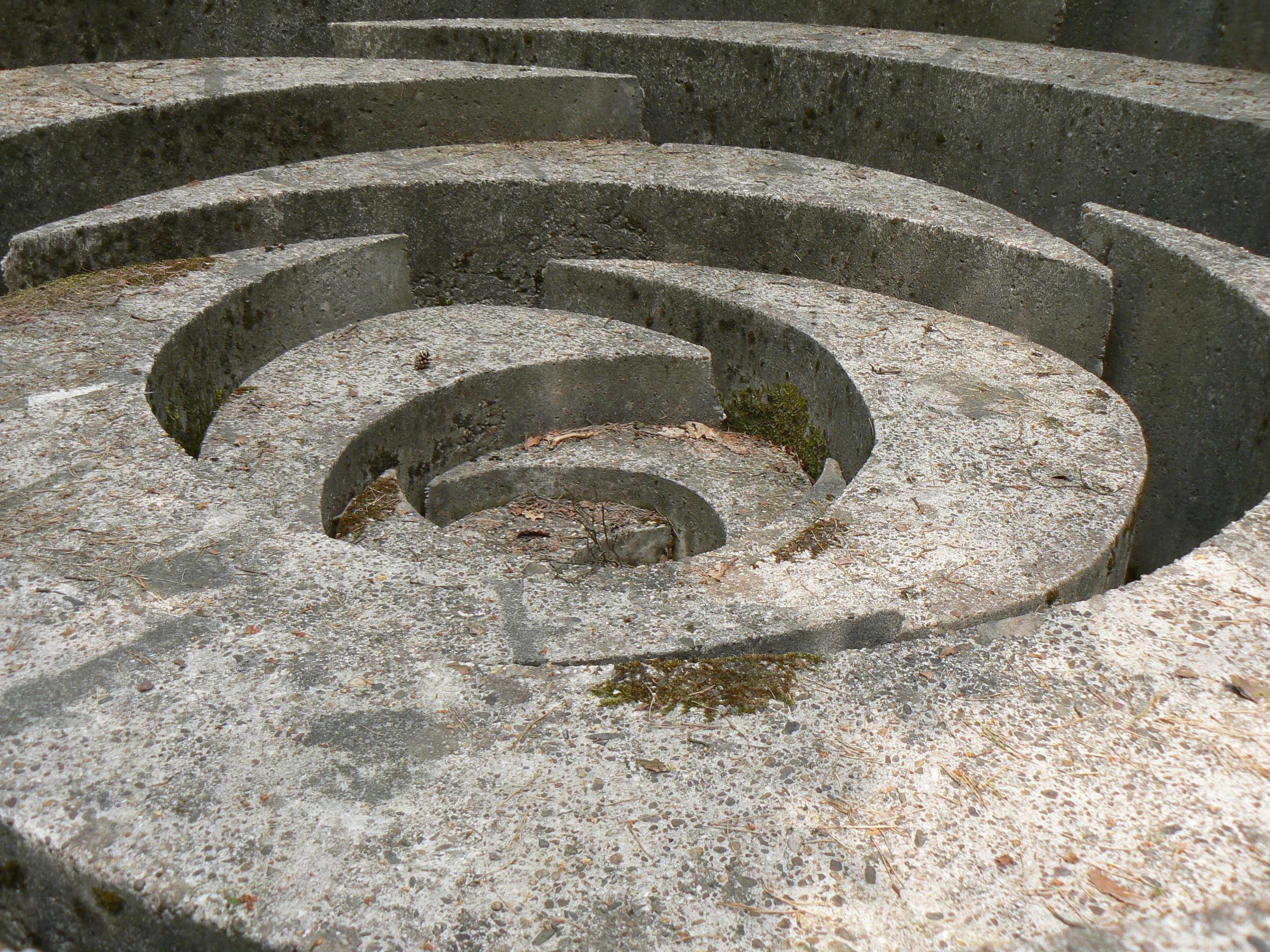
Skulpturenpark am Kröller-Müller-Museum, Otterlo
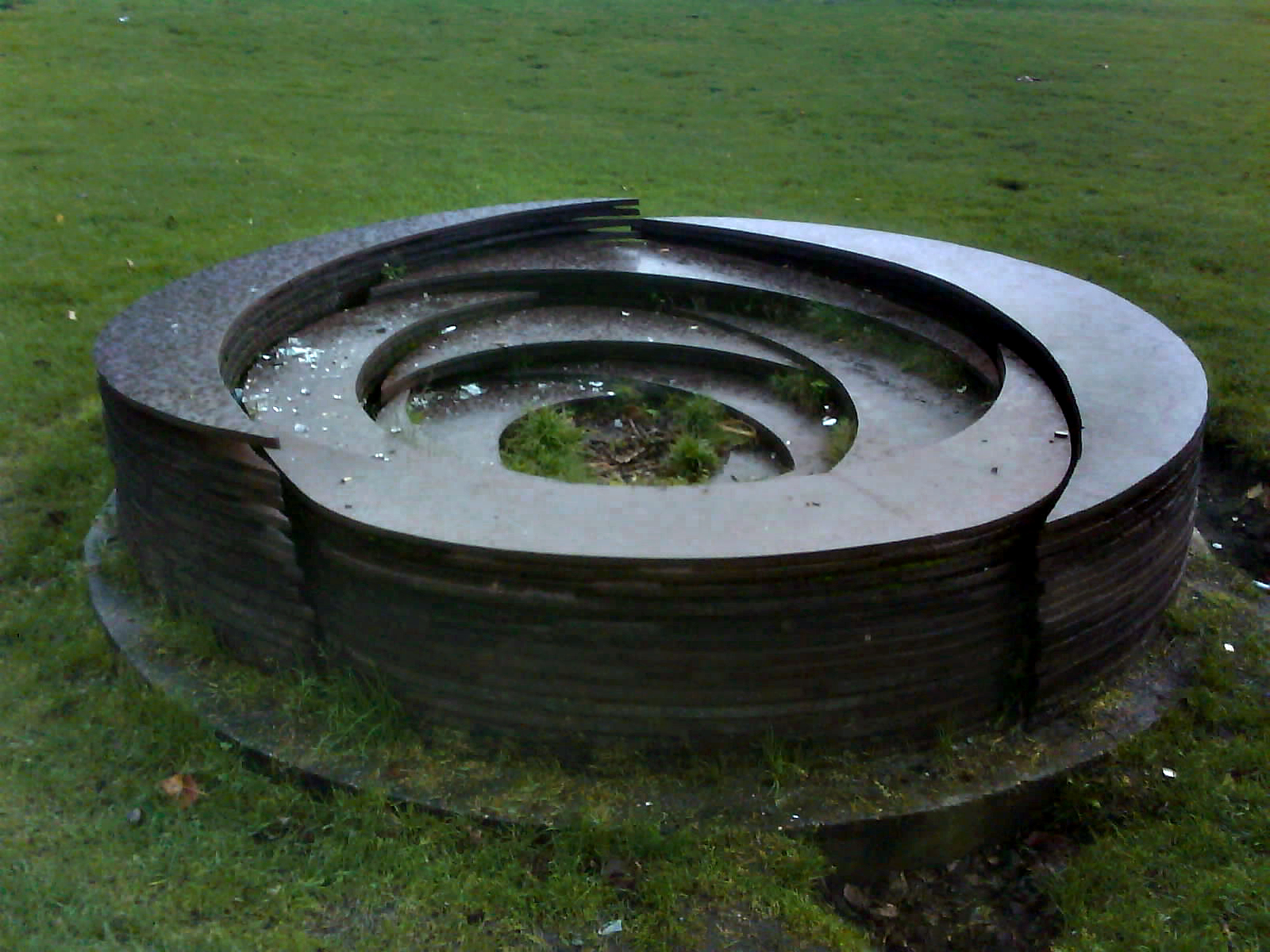
Haarlem
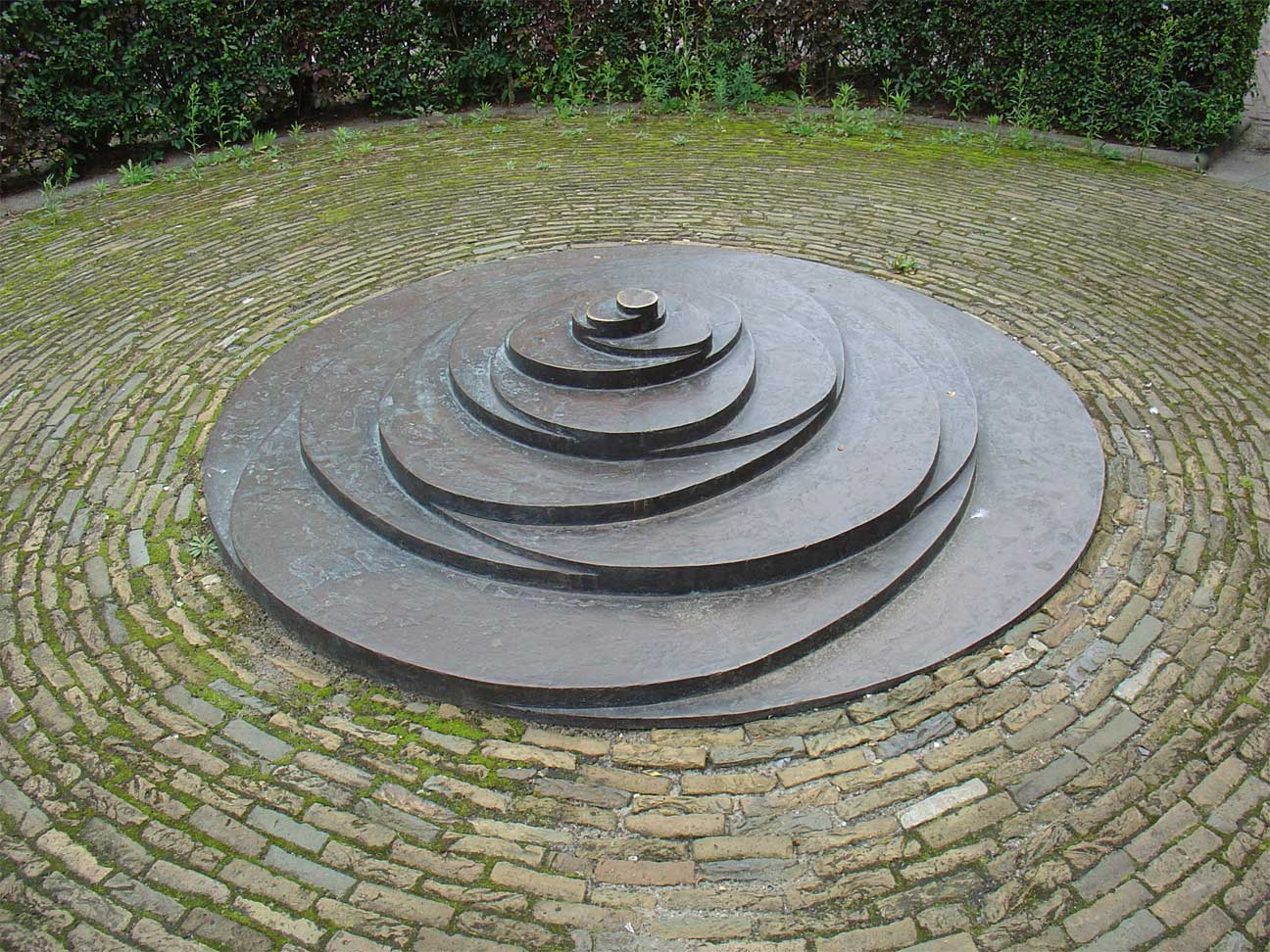
Gouda
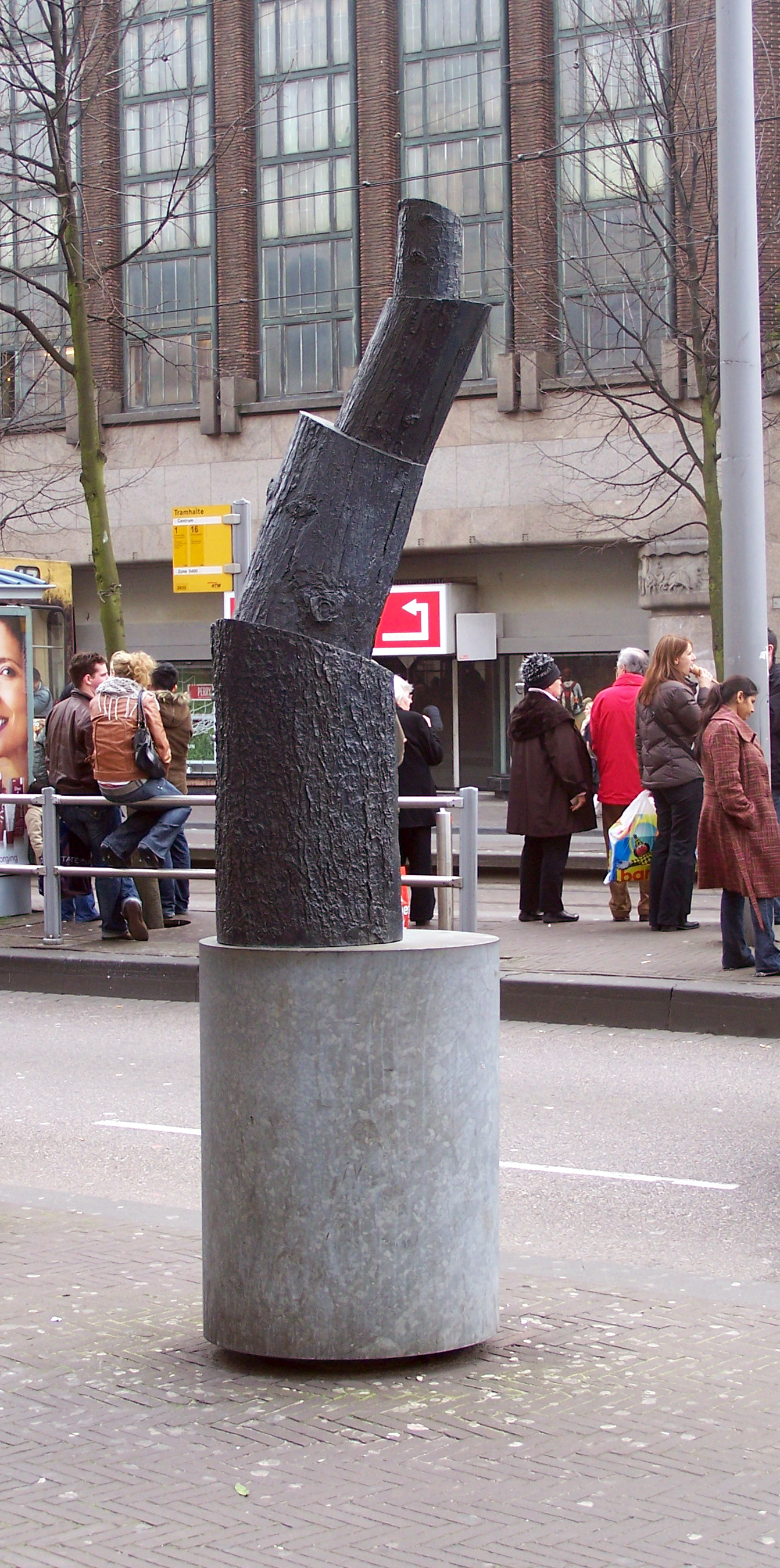
Den Haag
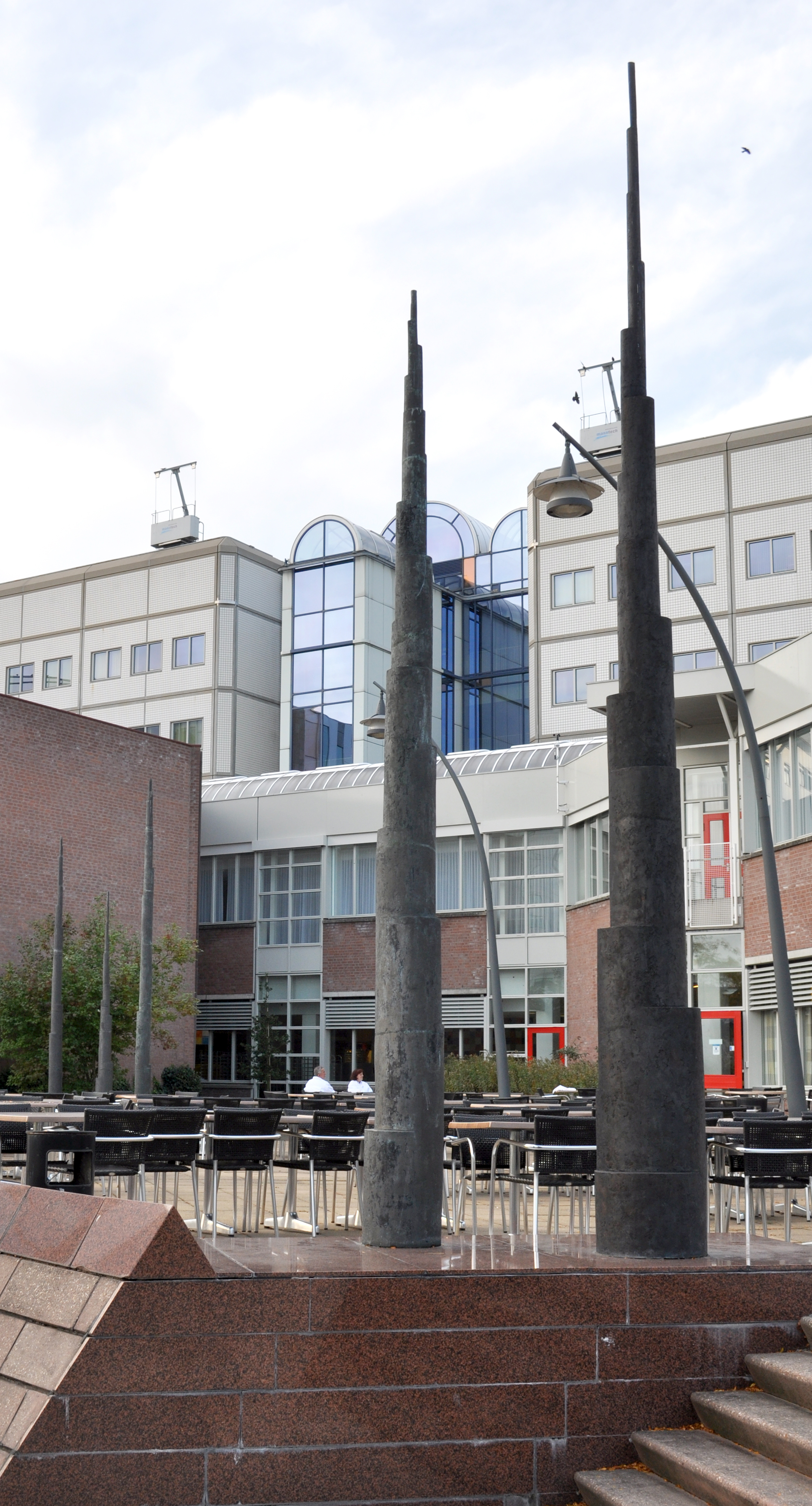
Utrecht
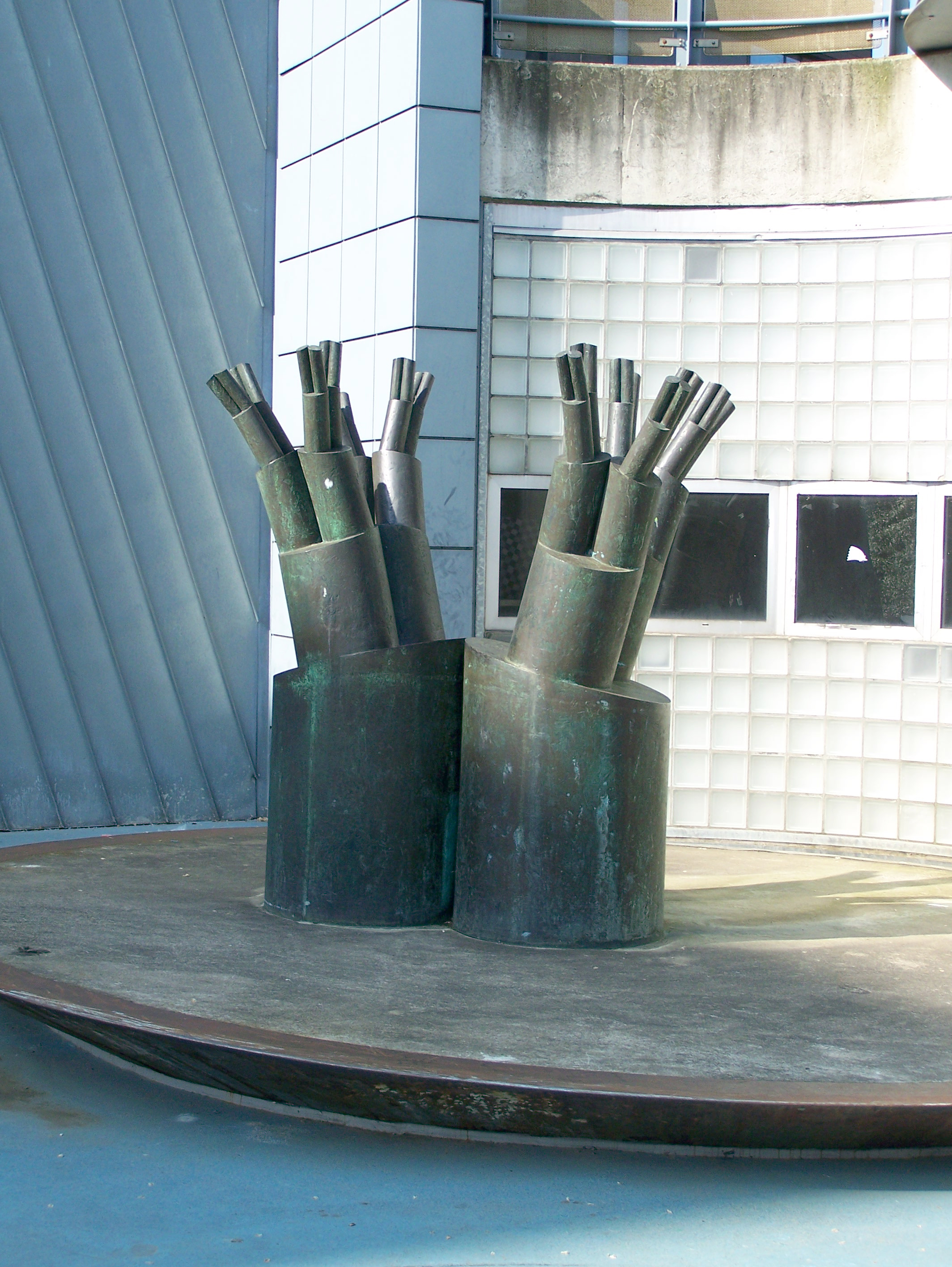
Overvecht Station, Utrecht
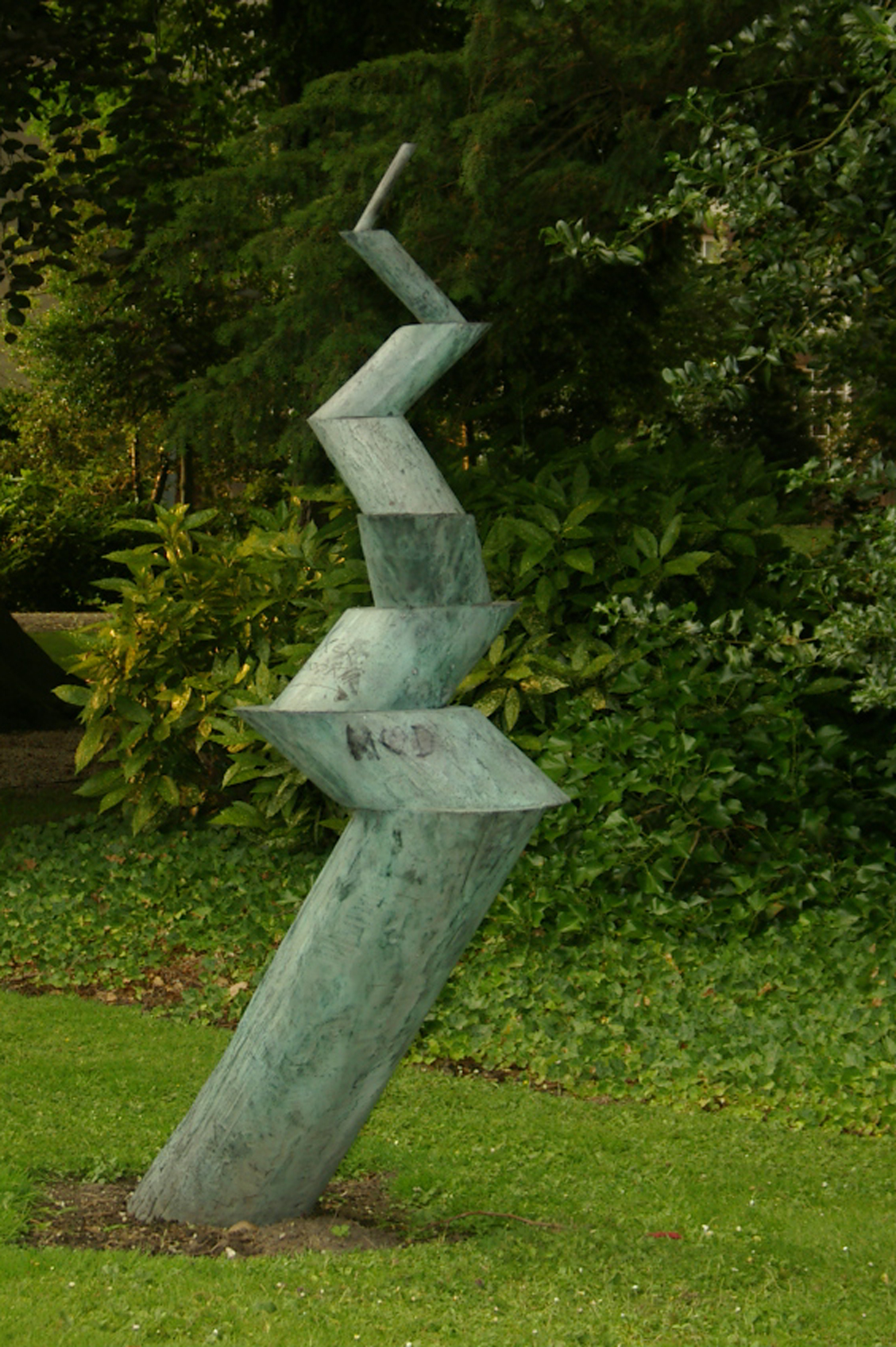
Ambtmanstuin, Tiel
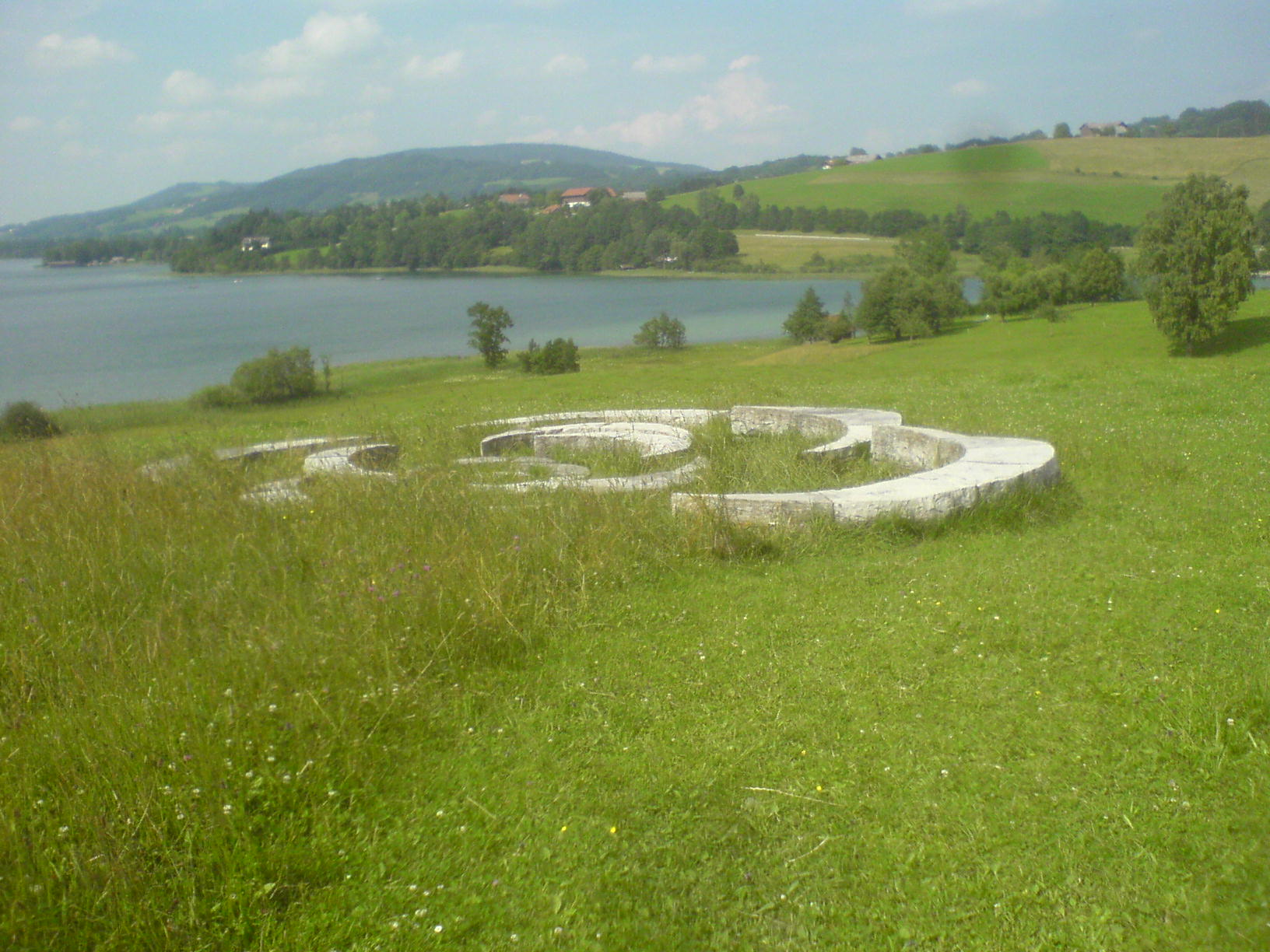
Irrsee, Oberösterreich